# Ustnik (muzyka)

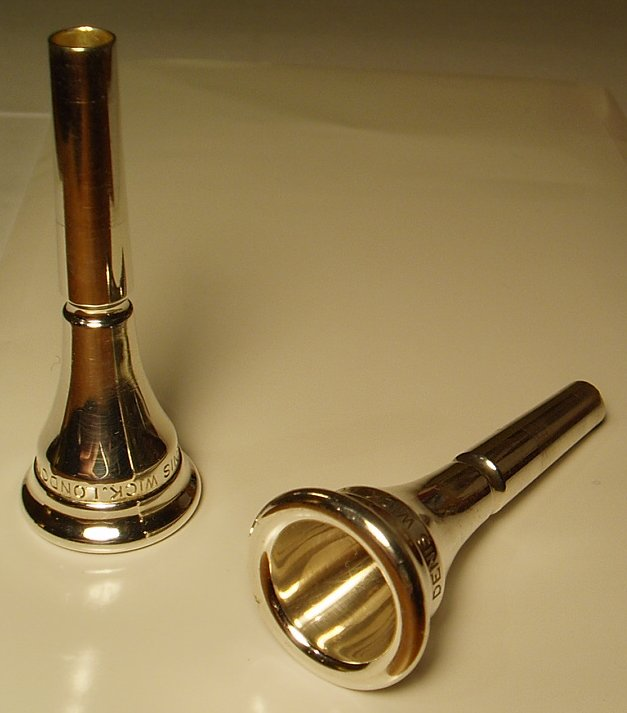
Ustniki waltorni

Ustnik (dawniej munsztuk) – w niektórych aerofonach przyrząd służący do wprowadzania w drganie słupa powietrza zawartego w przewodzie instrumentu muzycznego.
Pierwsze użycie w polszczyźnie notowane przed 1585. Muzyk przykłada go do ust i wdmuchuje przez niego powietrze do instrumentu, wprawiając wargi w wibracje. 
Większość ustników jest częścią samodzielną, nakładaną na instrument, jednak niektóre instrumenty (np. ligawka, cynk) posiadają zintegrowany ustnik.
Ze względu na konstrukcję, ustniki dzielą się na:
- lejkowate (stosowane w rogach [zdjęcie obok])
- kociołkowate (stosowane w pozostałych aerofonach ustnikowych).

Ustnikiem nazywany jest też potocznie dziób.